# Dance with You (Nachna Tere Naal)
Dance with You (Nachna Tere Naal) to pierwszy singiel Jaya Seana z debiutanckiego albumu Me Against Myself. Piosenka została nagrana wraz z Rishi Rich Project oraz z Juggy D.

## Notowania
| Kraj            | Najwyższa pozycja |
| --------------- | ----------------- |
| Wielka Brytania | 12                |
| Holandia        | 2                 |